# خولیو مورالس
خولیو مورالس (اسپانیایی: Julio Morales‎; ۱۶ فوریهٔ ۱۹۴۵ – ۱۴ فوریهٔ ۲۰۲۲) بازیکن فوتبال اهل اروگوئه بود.
از باشگاه‌هایی که در آن بازی کرده‌است می‌توان به باشگاه فوتبال ناسیونال (اروگوئه) و باشگاه فوتبال آستریا وین اشاره کرد.
وی همچنین در تیم ملی فوتبال اروگوئه بازی کرده‌است.